# Аквариум

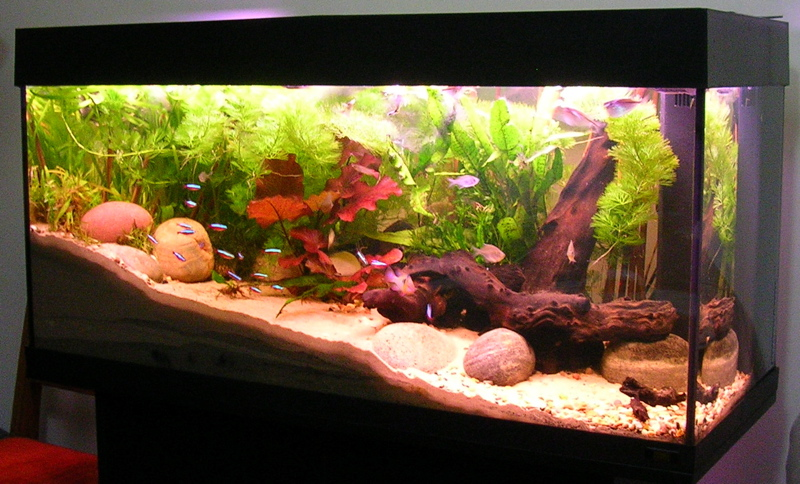

Аква́риум (лат. aquarium) — искусственно образованная водная среда обитания в прозрачном резервуаре, предназначенная для содержания организмов-гидробионтов (растений и животных) и наблюдения за ними. Описанием моделирования экосистемы в аквариумах занимается аквариумистика.

## Описание
Чаще всего под аквариумом понимается домашний (комнатный) аквариум для содержания аквариумных рыбок в домашних условиях; по техническим причинам максимальный объём такого аквариума обычно не превышает одного кубического метра. Публичные аквариумы, предназначенные для демонстрации зрителям водных флоры и фауны и существующие в составе зоопарков или как отдельные зрелищно-просветительские учреждения, могут превышать 3000 м³ в объёме. Самая большая в мире ёмкость для содержания обитателей моря находится в парке развлечений Chime-Long Ocean Kingdom в китайском городе Чжухай. Согласно Книге рекордов Гиннесса, её объём составляет 22,7 млн литров (22,7 тыс. м³). Этот аквариум также имеет самую большую площадь панели из оргстекла (39,6 х 8,3 м) и, не имеющий аналогов в мире, подводный зал диаметром 12 м.
В аквариуме можно содержать практически любых живых существ, которые в природе обитают в воде: морских и пресноводных рыб, растения, ракообразных, моллюсков, земноводных, рептилий и кораллы.
Для поддержания биологического равновесия в аквариуме используются различные приспособления: осветительные приборы, иногда имитирующие также закат и рассвет и с регулируемой цветовой температурой, аэраторы и мембранные или поршневые компрессоры, механические и биологические фильтры с центробежной герметичной помпой, скиммеры (в морских аквариумах), герметичные электрические обогреватели с терморегуляторами и холодильные машины, термометры, ультрафиолетовые облучатели (облучается ультрафиолетовым излучением протекающая через этот прибор вода), озонаторы, осевые помпы течения и многое другое. Описанием моделирования экосистемы в замкнутом искусственном водоёме и различных аспектов разведения рыб занимается аквариумистика.
От аквариумов отличают террариумы, палюдариумы и акватеррариумы, предназначенные для содержания сухопутных и болотных животных и растений.

## Размеры аквариумов

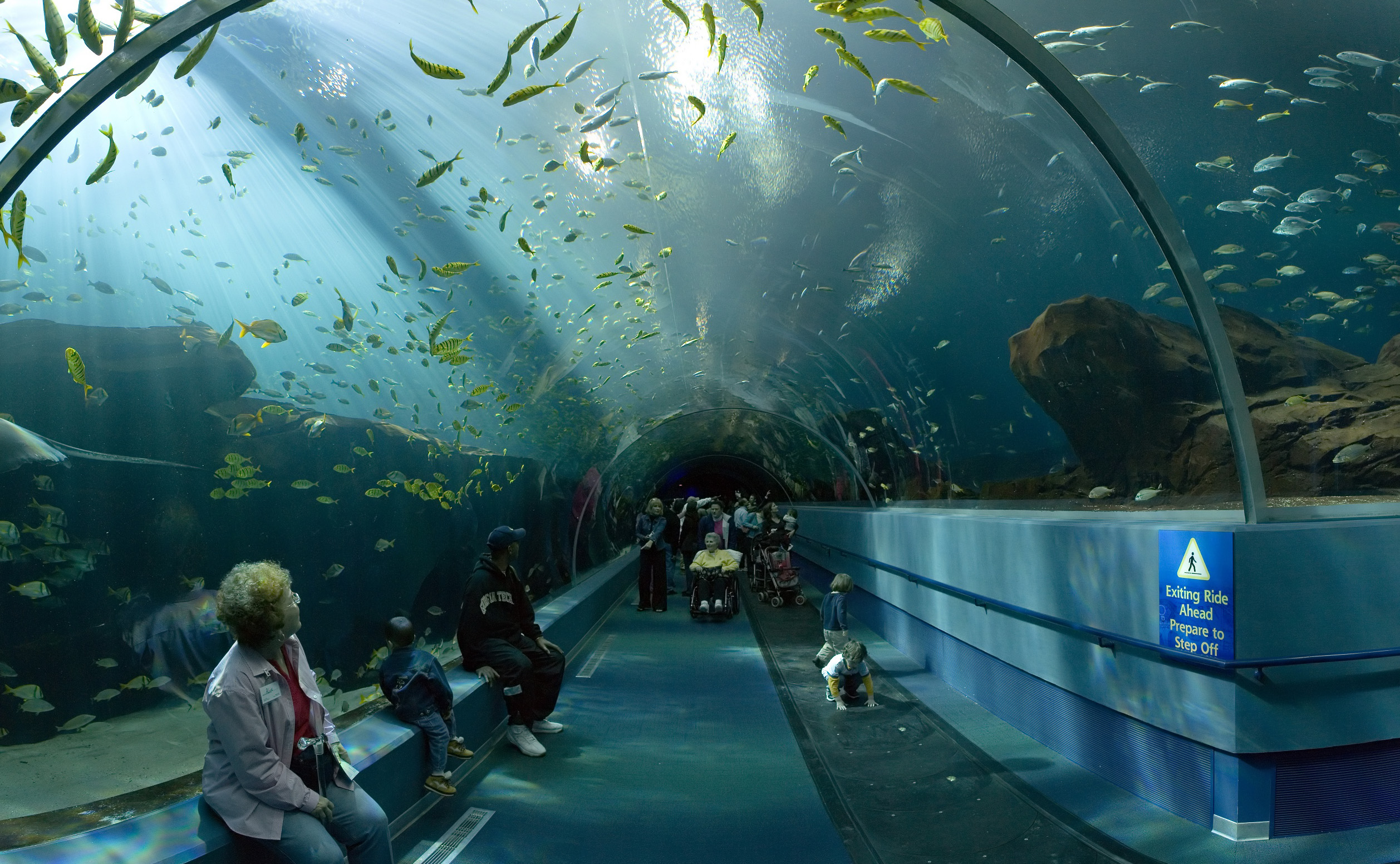
Океанариум

Размеры аквариумов могут варьироваться в широком диапазоне: от одного до нескольких тысяч литров. Объём аквариума AquaDom, построенного в 2003 году в Берлине, составляет 1 млн литров солёной воды. У различных видов обитателей разные требования к размерам аквариумов. Чётких требований к минимальным размерам нет, однако существует ряд рекомендаций. Например, рыбам, которые способны передвигаться очень быстро и в природе обитают в реках со стремительным течением, требуются аквариумы больших размеров — приблизительно в 10 раз больше длины тела. Таким рыбам, как скаты, требуются аквариумы с большой площадью поверхности дна, для других рыб самым важным параметром аквариума может оказаться глубина. Некоторые рыбы, наоборот, крайне неприхотливы — например, петушки могут жить в ёмкостях размером от 10 литров.
В аквариуме большего объёма создаётся более стабильная и жизнеустойчивая экосистема, которая также обладает способностью к самоочищению и саморегуляции. Чем меньше объём воды, умещающейся в аквариуме, тем более заметны изменения её качества — температуры, химического состава, насыщенности кислородом и прочих параметров.

## Классификация

### Размер
- Малый аквариум — объём до 25 литров.
- Средних размеров — 25—100 литров.
- Большой — 100—250 литров[3].

### Конструкция
- Бескаркасные аквариумы изготавливают из листов силикатного или органического стекла (оргстекло, акриловое стекло). Преимуществом органического стекла является высокая надёжность и прочность, нейтральное воздействие на воду в аквариуме. Недостатками органического стекла является низкая стойкость к механическому воздействию — такое стекло легко царапается и со временем может помутнеть.
- Каркасные аквариумы изготавливаются с использованием металлического каркаса. Их преимущество в том, что данный тип аквариума не ограничен размером. Недостатки: аквариумы приходят в негодность, при длительном хранении без воды, так как замазка рассыхается и разрушается, к тому же вещества, входящие в замазку, могут влиять на состав воды и поэтому совершенно не пригодны для содержания морских гидробионтов.
- Бесшовные аквариумы могут изготавливаться из плексигласа. Довольно распространены круглые стеклянные аквариумы, которые чаще всего ассоциируются с содержанием золотых рыбок. Круглые аквариумы и аквариумы с выгнутыми стенками с 2006 года запрещены в некоторых частях Италии.

### Форма
Прямоугольный аквариум

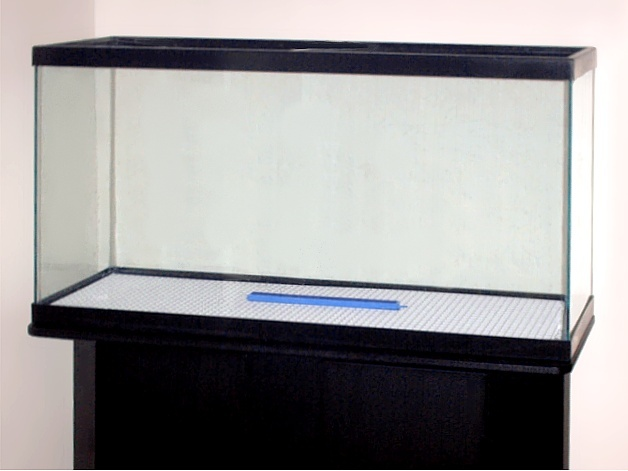
Прямоугольный бескаркасный аквариум на тумбе

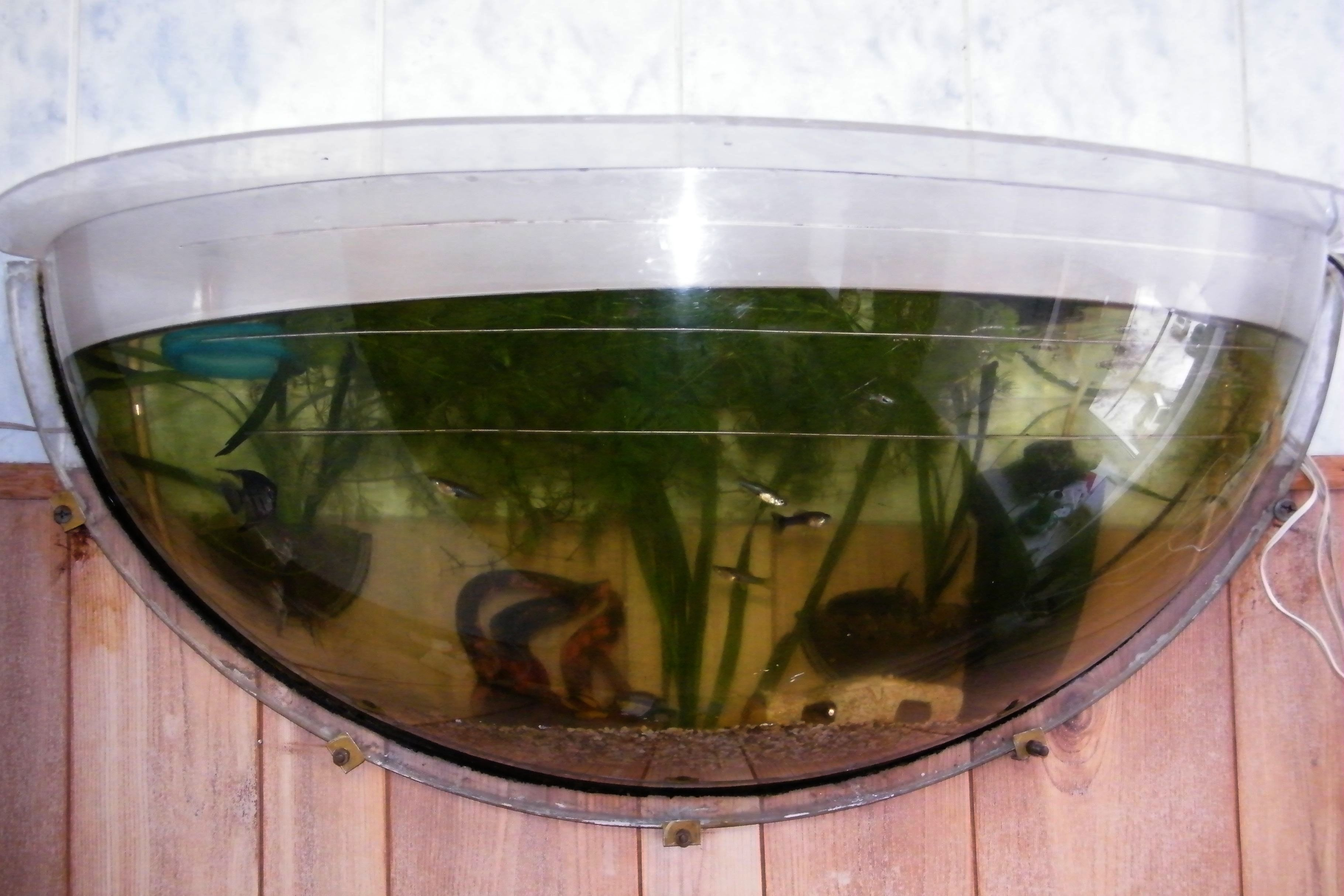
Настенный аквариум в воинской части, сделан из половинки блистера бомбардировщика Ту-16

Стандартный — ширина равна высоте и в 1,5—2 раза меньше длины (пример: 100д × 50ш × 50в см). Или ширина меньше высоты на 5—10 см (пример: 100×45×55 см).
Ширма — ширина в 1,5—2 раза меньше высоты и в 3 раза меньше длины (пример: 100×33×66 см). В аквариуме-ширме большая площадь обзора передней стенки при наименьшем объёме аквариума и хорошая просматриваемость ширины, но маленькая площадь дна. Такой аквариум требует хорошей искусственной аэрации из-за небольшой площади поверхности воды, плохого проникновения воздуха в аквариум, особенно в его придонные слои.
Корыто — ширина в 1,5—2 раза больше высоты и в 2 раза меньше длины (пример: 100×50×25 см). Позволяет содержать наибольшее количество рыб при наименьшем объёме. Большая площадь поверхности воды и относительно небольшая глубина способствуют хорошей насыщаемости воды атмосферным кислородом и хорошей светопроницаемости, что особенно необходимо растениям.
Квадратный аквариум (куб)
Ширина равна длине, высота равна длине или больше неё на 5 см.

### По составу воды
- Пресноводный

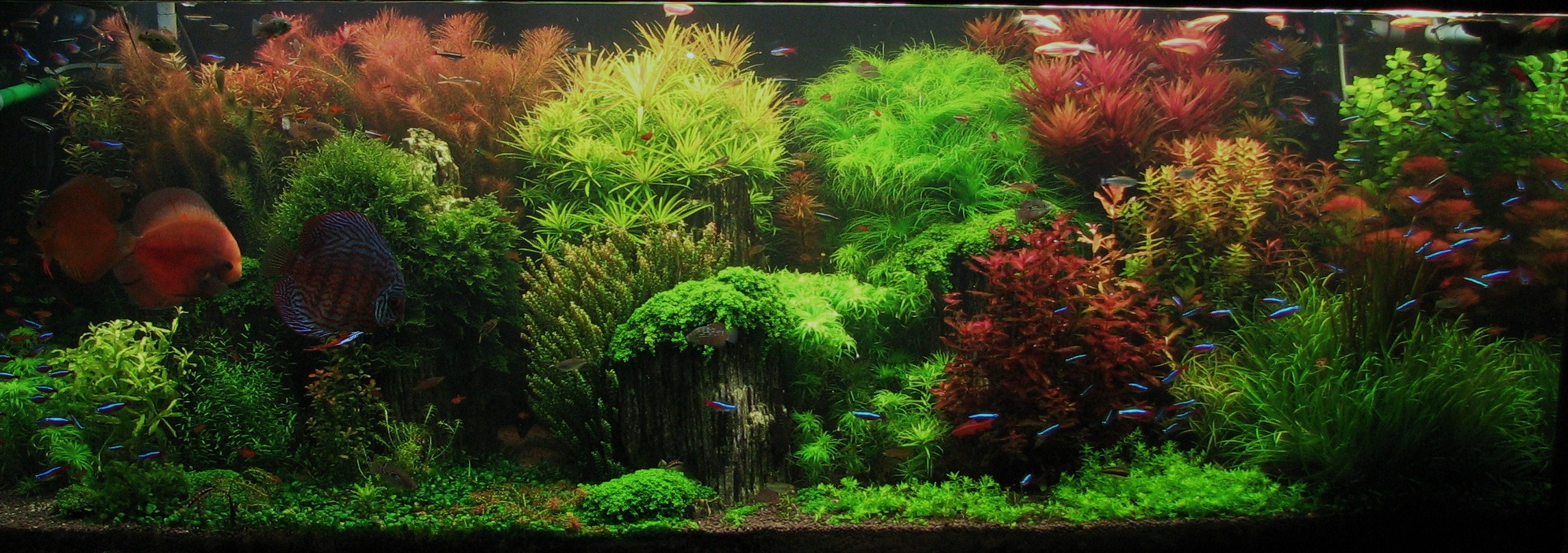
Голландский аквариум

  - Псевдоморе. Аквариумы такого типа, как правило, не содержат растений, оформляются большим количеством камней, напоминающих кораллы, жёсткость воды, как правило, довольно высокая — до 20°. Для освещения применяют лампы, дающие холодный синеватый оттенок. Обычно такой аквариум населяют цихлидами африканских озёр, которые чувствуют себя комфортно в воде с высокой жёсткостью, а своей яркой и разноцветной окраской немного походят на обитателей коралловых рифов.
  - Голландский. Главные обитатели голландского аквариума — растения.  Как правило, плотность посадки растений такая, что если смотреть на аквариум сверху, вам не должно быть видно грунта. Для освещения применяются лампы со специально подобранным люминофором, имеющем особые спектральные характеристики и повышенную светоотдачу. При характерной для такого вида аквариума густоте посадок не обойтись без использования комплексных удобрений и систем обогащения воды углекислым газом.
- Солоноватый
  - Мангровые заросли
  - Морской солоноватый
- Морской аквариум намного сложнее в содержании и очень сильно отличается от пресноводных. Если из пресноводного аквариума можно смело слить третью часть воды и долить чистой свежей, то подобные замены воды в морских аквариумах затруднительны из-за большого расхода морской соли. Поэтому в морских аквариумах проблема качества воды решается не заменой, а применением довольно сложного оборудования для естественной регенерации и устройств очистки — пеноотделительных колонок (флотаторы, скиммеры). Второе отличие от пресноводного аквариума — это наличие течения. Морские течения довольно сильные, поэтому аквариумы с коралловыми рифами оснащаются сильными помпами, которые создают имитацию морского течения. Подразделяются на рифовые и рыбные. В рифовых аквариумах устанавливается более сложное оборудование и мощное освещение с цветовой температурой от 10000К (в частности ставят металлогалогеновые светильники) для обеспечения необходимых условий содержания морских беспозвоночных. Крайне желательно наличие в таких аквариумах так называемых «живых камней», выполняющих роль биологического фильтра за счёт населяющих их бактерий и других организмов. Рыбные морские аквариумы существенно более схожи со своими пресноводными аналогами.
  - Рыбный
  - Рифовый

### По назначению
Существующие аквариумы подразделяются на два основных типа: декоративные и специальные, которые подразделяются следующим образом:
- Декоративный — наиболее часто встречающийся вид аквариума, который служит в основном для содержания гидробионтов в эстетических целях:
  - общий аквариум заселён гидробионтами из разных систематических групп[5];
  - коллекционный аквариум заселён близкими таксономическими группами, например, рыбами одного семейства[5];
  - видовой аквариум заселён рыбами только одного вида[5].
- Специальный — это аквариум предназначенный для конкретных задач: инкубации икры, подращивания молодняка, разведения и лечения рыб, проведения различных опытов и экспериментов[5]:
  - нерестовый — аквариум для создания определённых условий, стимулирующих разведение; по размерам как правило, меньше декоративных;
  - выростной — применяется для выращивания молодых рыбок, перемещённых из нерестового аквариума;
  - видовой — аквариум, который служит для содержания рыбок только одного вида, например, аквариум с дискусами;
  - селекционный — аквариум, предназначенный для выведения новых пород рыбок или коррекции декоративных качеств уже существующей породы (окраски, формы и размеров плавников и т. п.); обычно используется множество селекционных аквариумов для отбора рыбок с нужными признаками и их последующего скрещивания;
  - карантинный, или отсадочный — может использоваться как для временного содержания приобретённых новых рыбок перед пересадкой в общий аквариум, так и для временной изоляции и лечения рыбок с признаками болезни, которые ранее находились в общем аквариуме;
  - биотопный — это аквариумы, состав обитателей которых воспроизводит состав какого-либо природного биотопа: стоячий пруд, болото, медленная река, озеро и т. д; в аквариум подбираются виды растений и рыб, которые в природе так же обитают совместно, при этом максимально воссоздаются и другие параметры окружающей среды: параметры воды pH, dH (жёсткость), состав грунта, освещённость, температуру.

## Показатели воды
Физические и органолептические показатели
- Цвет.
- Прозрачность.
- Запах.
- Температура.

Химические показатели
- Жёсткость (3—15°).
- Солëность
- Водородный показатель (pH).
- Щëлочность
- Кислотность
- Содержание аммиака, нитратов и нитритов
- Содержание соединений металлов, в особенности тяжелых металлов, таких как медь и свинец
- Окисляемость (перманганатная) - наиболее общий показатель содержания органических веществ в воде. Высокий показатель окисляемости указывает на недостаточность биологической фильтрации или перенаселение аквариума, при котором фильтр не справляется с очисткой воды от отходов жизнедеятельности.

## Круговорот веществ в аквариуме
Круговорот азота

Азотистый обмен в аквариуме: (1) Корм, (2) Аммиак, (3) Нитриты, (4) Нитраты, (5) Вода, (6) Освещение, (7) Удобрения, (8) Кислород, (9) Углекислый газ

- Рыбы, поедая белковый корм, выделяют мочевину и мочевую кислоту.
- Бактерии перерабатывают мочевину и мочевую кислоту в аммиак (NH3).
- Нитритные бактерии перерабатывают аммиак в нитриты (соли NO2).
- Нитратные бактерии перерабатывают нитриты в нитраты (соли NO3).
- Растения поглощают аммиак и нитраты.

Круговорот кислорода и углекислого газа
- В процессе дыхания рыбы поглощают кислород O2 и выделяют углекислый газ CO2.
- Растения, под действием света в процессе фотосинтеза, поглощают углекислый газ и выделяют кислород. При отсутствии освещения, в процессе дыхания, наоборот: поглощают кислород и выделяют углекислый газ.

## Основные правила содержания рыб
- Перед запуском рыб дождаться, когда в аквариуме появятся бактерии, перерабатывающие отходы жизнедеятельности рыб и остатки корма. В среднем в новом аквариуме это происходит за 3 недели[источник не указан 2075 дней].
- Поддерживать основные показатели воды (жёсткость, кислотность, температуру) на необходимом уровне.
- Чистить стенки и грунт аквариума. Один раз в неделю менять 10—30 % количества аквариумной воды на свежую.
- Обеспечивать определённую продолжительность светового дня (освещения). В среднем она составляет не более 8—12 часов в сутки.
- Не перекармливать рыб. Следить, чтобы остатки корма не оставались в аквариуме после кормления.
- Соблюдать совместимость разных видов рыб, совместимость рыб и растений.
- Не допускать избытка количества рыб на определённый объём аквариума.

См. также статью в Викиучебнике: Аквариум

## Оборудование
Самые необходимые виды оборудования для аквариума:
- Освещение — необходимо для жизнедеятельности растений и животных, для осмотра аквариума. Как правило работает на основе светодиодных или люминесцентных ламп, в некоторых случаях освещение автоматизированно переходит в разные режимы работы. Возможны варианты адаптивного освещения, которые способны имитировать закаты и рассветы, менять цветовую температуру, и даже менять продолжительность светового дня в аквариуме в зависимости от времени года.
- Обогреватель с терморегулятором — подогрев воды. Бывают разных исполнений, как в виде погружных стеклянных (со спиралями внутри) приборов, либо проточных выносных (соединён шлангом с фильтром), или встроенных в фильтр.
- Аквариумный термометр — визуальный контроль температуры воды. Либо спиртовые, либо электронные, либо полимерные в виде наклеек, ртутные термометры для аквариумов не используются.
- Система аэрации воды — обогащение воды кислородом из атмосферного воздуха. Состоит из мембранного или поршневого компрессора, воздушных шлангов, обратных клапанов (защищают компрессор от попадания воды в него тогда, когда компрессор отключен) и пористых аэраторов, воздух барботируется через воду. Возможны насадки-аэраторы на фильтры, при этом воздух подсасывается, как в эжекторе, через шланг с вентилем, выходящим над поверхностью воды, для такого устройства компрессор не нужен.
- Аквариумный фильтр — очистка воды от механических загрязнений и органических примесей. Важнейший элемент, от которого, наряду с системой аэрации воды, зависит выживание обитателей аквариума. В простейшем случае фильтр представляет собой эрлифт с губкой в нижней части, в который подаётся воздух от компрессора, либо же центробежный насос с однофазным синхронным двигателем с постоянным магнитом (очень похож по устройству на сливной насос у стиральной машины), засасывающим воду через губку. Чаще всего фильтр имеет несколько стадий очистки, первой из которых является механическая очистка, а затем биологическая очистка, могут содержать вставки с активированным углëм. Бывают погружными (полностью располагаются внутри объёма аквариума, самые дешёвые фильтры для аквариумов небольшого объёма), навесными (такой фильтр располагается на верхней части стенки аквариума, имеет встроенный насос, вода засасывается через трубку, и подаётся обратно в аквариум водопадом, также такой фильтр называют "рюкзаком"), и канистровыми - такой фильтр полностью находится за пределами аквариума, внутри объёма аквариума находятся только всасывающая и нагнетающая насадки, чаще всего насос находится в крышке такого фильтра, либо может быть отдельным, канистровый фильтр применяется для аквариумов большого объёма, и является самым дорогим видом аквариумного фильтра.

Дополнительное оборудование:
- Карбонатор, или устройство для подачи CO2 (углекислого газа) — для обеспечения оптимальных условий роста растений. Углекислый газ образуется внутри этого погружного устройства в ходе химической реакции, и растворяется в воде. Чаще всего карбонаторы ставятся в аквариумы-травники.
- Автоматическая кормушка для рыб — для автоматической подачи дозированных порций корма в определённое время. Исключает возможность перекорма при правильной настройке, чаще всего требует подключения к компрессору.
- Холодильная машина - чиллер на основе компрессорного обратного цикла Ренкина, либо модуля Пельтье. Нужна для охлаждения воды, устанавливаются для аквариумов с рыбами и ракообразными, оптимальные условия для которых - низкая температура воды. Охладитель подключается по воде последовательно внешнему фильтру, после фильтра.
- УФ-облучатель - выносной или встроенный в фильтр проточный прибор для обеззараживания воды на основе бактерицидной лампы.
- Озонатор - прибор, генерирующий озон, работает на основе коронного разряда в воздухе. Включается в систему аэрации, воздух компрессором нагнетается к аэраторам через этот прибор.

## Обитатели аквариума

### Аквариумные рыбы
Рыбы — самые распространённые обитатели аквариумов. Количество видов рыб, которых можно содержать в аквариуме, достигает нескольких тысяч. Очень часто аквариумисты-любители отдают предпочтения какой-то определённой группе рыб. Хотя перечень систематических групп, к которым относятся аквариумные рыбы довольно велик, наиболее известны и популярны среди любителей пресноводных аквариумов представители всего нескольких семейств — Харациновые, Карповые, Пецилиевые, Цихловые и Лабиринтовые (Осфронемовые).

#### Харациновые
В основном — мелкие мирные стайные рыбки, имеющие самый разнообразный внешний вид. Так же встречаются агрессивные и одиночные представители. Ареал: Центральная и Южная Америка, также есть родственные виды, населяющие водоёмы тропической Африки. К одному семейству с ними относятся пираньи.

#### Карповые
Рыбы разнообразных размеров широко распространённые в Евразии, Африке и Северной Америке. Аквариумные рыбы в основном происходят из водоёмов Южной и Юго-Восточной Азии. Наиболее известными представителями семейства являются золотая рыбка — представляющая собой селекционные формы серебряного карася и расбора гетероморфа.

#### Пецилиевые
Мелкие мирные рыбки, обитающие в пресных и солоноватоводных водоёмах Центральной и Южной Америки. Характерной особенностью семейства является живорождение.

#### Цихлиды
Цихлиды — семейство пресноводных рыб. Ареал — Центральная и Южная Америка, озёра Танганьика, Малави и Виктория в Африке и остров Мадагаскар, также три вида цихлид обитает в Азии. Рыбы обладают сложным социальным поведением, как правило агрессивны, либо территориальны, дольше других видов рыб заботятся о потомстве. Некоторые виды образуют устойчивые пары на всю жизнь. Из южноамериканских цихлид в России наиболее широко распространены скалярии.

#### Лабиринтовые
Рыбы, сходны с цихлидами по сложности поведения. Интересной особенностью семейства является наджаберный орган — аналог лёгких, позволяющий дышать атмосферным воздухом. Данное семейство именно из-за этого органа, по структуре действительно напоминающего лабиринт, и получило своё название — лабиринтовые. Родина — Южная и Юго-Восточная Азия, Индонезия.

#### Представители отряда сомообразных
Сомовые — отряд пресноводных рыб. Некоторые сомы — ночные хищники, поэтому в аквариуме с большим числом укрытий и растений увидеть их днём практически невозможно. Сомики, благодаря характерным формам тела, донному (в большинстве случаев) образу жизни считаются одними из самых популярных аквариумных обитателей.

### Рептилии
Из рептилий в аквариумах можно содержать водных черепах. Наиболее часто встречающиеся представители рептилий — триониксы и красноухие черепахи. Следует помнить, что черепахи дышат лёгкими и часть времени проводят на суше, поэтому им необходимы островки, на которые они могут выбираться. Черепах лучше держать отдельно от рыб, так как, вырастая, они начинают на рыб охотиться и, в конце концов, рано или поздно всех съедят.

### Земноводные
Среди земноводных популярны аксолотли, шпорцевые лягушки и тритоны. Аксолотль — это неотеническая личинка некоторых видов амбистом, которая достигает половой зрелости, не переходя из личиночной формы во взрослую. Аксолотль дышит жабрами, которые расположены снаружи тела и внешне напоминают метёлки или «мохнатые» рога. При определённых условиях аксолотль превращается в амбистому — взрослую форму. В аквариуме аксолотль практически не совместим с рыбами, так как маленьких рыб он рано или поздно съест, а крупные агрессивные рыбы могут серьёзно повредить его жабры.

### Моллюски
Аквариумные моллюски — это прежде всего улитки. Улитки в аквариумах выполняют роль чистильщиков. Они съедают корм, который не доели рыбы, а также могут питаться водорослями. Наиболее распространённая аквариумная улитка — ампуллярия. Некоторые виды улиток могут очень активно размножаться и стать настоящим бедствием для аквариума. Также в аквариумах могут содержаться и некоторые двустворчатые моллюски, например перловицы.

### Ракообразные
В последнее время становится популярным содержание в аквариумах пресноводных ракообразных (раков и креветок). Из раков наиболее популярны в содержании флоридские (красные) и австралийские (синие) раки. Содержание совместно с рыбами в одном аквариуме проблематично, так как на мелких рыб рак будет охотиться, а крупные рыбы сами смогут съесть рака во время линьки последнего. Креветок можно разделить на три вида по характеру питания: хищные, собиратели и фильтраторы. Пресноводные креветки представлены родами Macrobrachium, Palaemon, Leander, Neocaridina и Caridina. Наиболее крупной считают креветку Macrobrachium rosenbergi, вырастающую до 20 см. Её разводят в промышленных масштабах для продажи в магазинах и ресторанах. Из мелких и средних креветок наиболее популярны креветки Амано и вишнёвые креветки.